# Iwan Welew
Iwan Welew (bulgarisch Иван Велев; * 28. September 1989) ist ein  bulgarischer Eishockeyspieler, der seit 2020 beim SC Red Star Sofia in der bulgarischen Eishockeyliga spielt.

## Karriere
Iwan Welew begann seine Karriere als Eishockeyspieler in der Nachwuchsabteilung des HK Slawia Sofia. Seit 2011 spielt er für den HK ZSKA Sofia in der bulgarischen Eishockeyliga. Mit ZSKA wurde er 2013 und 2014 jeweils bulgarischer Meister und Pokalsieger. 2020 wechselte er zum SC Red Star Sofia.

### International
Im Nachwuchsbereich nahm Welew an den U18-Weltmeisterschaften der Division III 2004, 2005 und 2006 und der Qualifikation zur U18-Weltmeisterschaft 2007, als die Bulgaren an der Türkei scheiterte, sowie den U20-Weltmeisterschaften 2005, 2006, 2007 und 2008 in der Division III teil.
Sein Debüt in der Herren-Auswahl seines Landes gab Wassilew bei der Weltmeisterschaft 2014, als den Bulgaren der Aufstieg aus der Division III in die Division II gelang.

## Erfolge und Auszeichnungen
- 2013 Bulgarischer Meister und Pokalsieger mit dem HK ZSKA Sofia
- 2014 Bulgarischer Meister und Pokalsieger mit dem HK ZSKA Sofia
- 2014 Aufstieg in die Division II, Gruppe B, bei der Weltmeisterschaft der Division III